# Pismo kancelaryjne

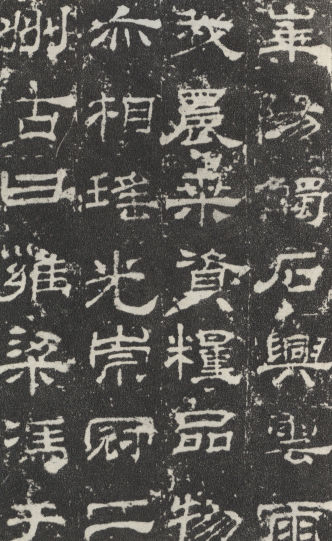
Pismo kancelaryjne na steli w świątyni Huashan

Pismo kancelaryjne – rodzaj chińskiego pisma, który osiągnął szczyt popularności u schyłku Zachodniej Dynastii Han i za rządów Wschodniej Dynastii Han, w I i II wieku. Jako urzędowy rodzaj pisma zastąpił pismo małopieczęciowe.
Początki stylu kancelaryjnego datuje się na V–III w. p.n.e. Było ono również stosowane za rządów Qin Shi Huanga. Nazywano je początkowo pismem dowolnym （随体字) i było ono popularne w użyciu nieoficjalnym. Z czasem również urzędnicy docenili, że kreślenie znaków pisma kancelaryjnego jest mniej pracochłonne, niż w przypadku znaków pisma małopieczęciowego.
Okres wejścia pisma kancelaryjnego do szerokiego użycia nazywa się libian (隶变）– reformą kancelaryjną. Był to jeden z większych kroków w ewolucji chińskich znaków – linie zostały wyprostowane, a wiele piktogramów zyskało bardziej symboliczny charakter. 
Według legendy pismo kancelaryjne wynalazł Cheng Miao, który za rządów Qin Shi Huanga trafił do więzienia i nowe pismo opracował z nudów. Inna wersja legendy mówi, że Cheng sam był strażnikiem więziennym. 
Po upadku dynastii Han pismo kancelaryjne straciło na znaczeniu, aż do czasów dynastii Qing, kiedy doceniono jego elegancję.
Znaki tego pisma, chociaż mają już 2 tys. lat, nie różnią się bardzo od współczesnych, dlatego są używane do dziś w celu osiągnięcia artystycznego efektu archaizacji m.in. w nagłówkach prasowych, szyldach i reklamach. Od współczesnych znaków odróżnia je nieco większa szerokość. 
Uwaga: W języku angielskim pismo kancelaryjne jest nazywane semi-cursive. Tłumaczenie pół–kursywa nie oddaje jednak faktycznego znaczenia, bo kursywa oznacza w polskim „pismo pochylone”, a nie „pisane łącznie”, tak jak w angielskim (por. pismo trawiaste).